# Komenda Rejonu Uzupełnień Kutno

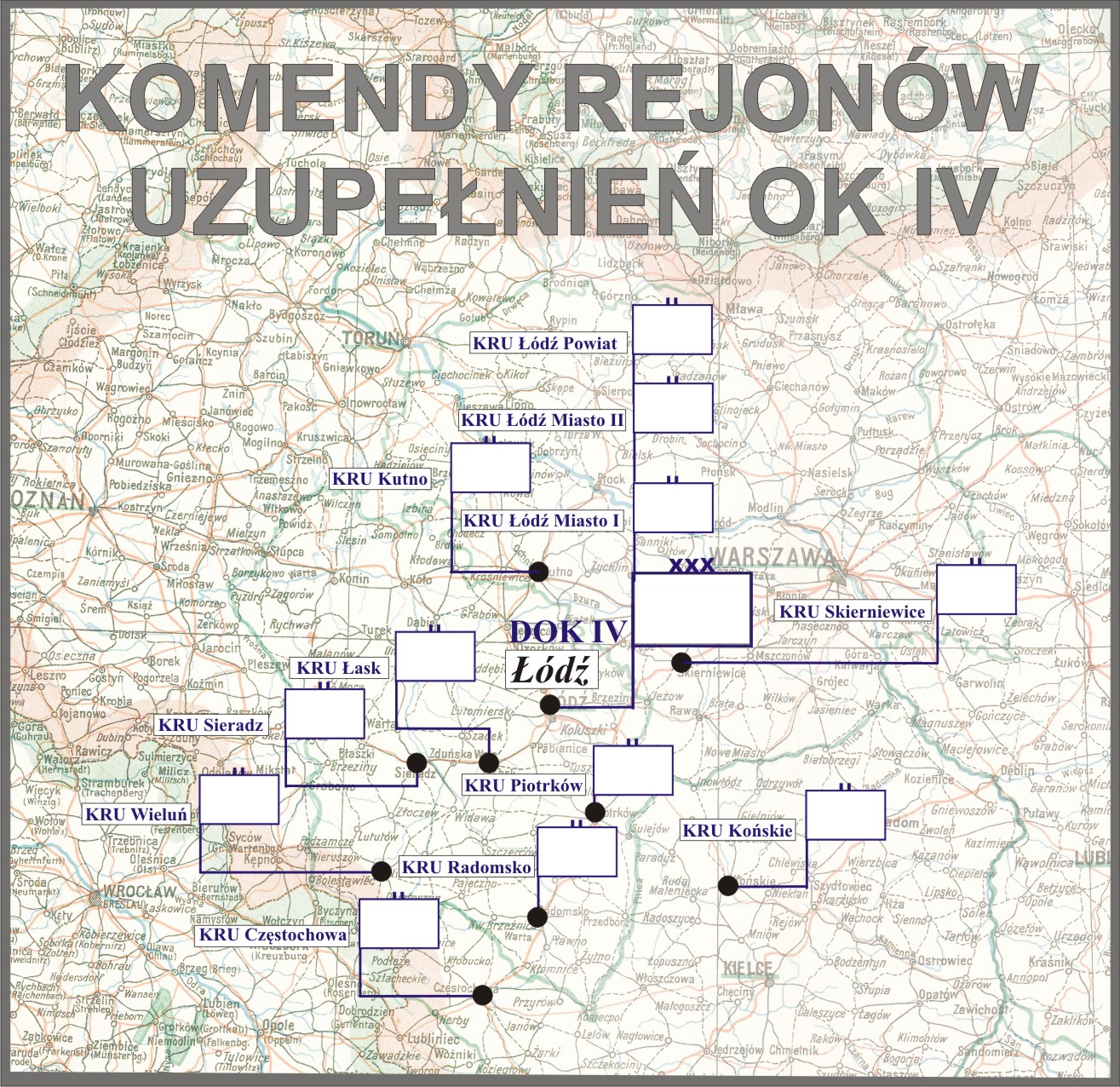
Komendy rejonów uzupełnień OK III

Komenda Rejonu Uzupełnień Kutno (KRU Kutno) – organ wojskowy właściwy w sprawach uzupełnień Sił Zbrojnych II Rzeczypospolitej i administracji rezerw w powierzonym mu rejonie.

## Formowanie i zmiany organizacyjne
Rozkazem kierownika MSWojsk. nr 144 z 27 listopada 1918 w sprawie organizacji władz zaciągowych powołano do życia między innymi Powiatową Komendę Uzupełnień w Łowiczu dla Okręgu Wojskowego X obejmującego powiaty: łowicki, łęczycki, kutnowski, gostyniński, sochaczewski, grójecki, rawski, błoński i skierniewicki.
18 listopada 1924 roku weszła w życie ustawa z dnia 23 maja 1924 roku o powszechnym obowiązku służby wojskowej, a 15 kwietnia 1925 roku rozporządzenie wykonawcze ministra spraw wojskowych do tejże ustawy, wydane 21 marca tego roku wspólnie z ministrami: spraw wewnętrznych, zagranicznych, sprawiedliwości, skarbu, kolei, wyznań religijnych i oświecenia publicznego, rolnictwa i dóbr państwowych oraz przemysłu i handlu. Wydanie obu aktów prawnych wiązało się z przejęciem przez władze cywilne (administracji I instancji) większości zadań związanych z przygotowaniem i przeprowadzeniem poboru. Przekazanie większości zadań władzom cywilnym umożliwiło organom służby poborowej zajęcie się wyłącznie racjonalnym rozdziałem rekruta oraz ewidencją i administracją rezerw. Do tych zadań dostosowana została organizacja wewnętrzna powiatowych komend uzupełnień i ich składy osobowe. Poszczególne komendy różniły się między sobą składem osobowym w zależności od wielkości administrowanego terenu.
Zadania i nowa organizacja PKU określone zostały w wydanej 27 maja 1925 roku instrukcji organizacyjnej służby poborowej na stopie pokojowej. W skład PKU Kutno wchodziły dwa referaty: I) referat administracji rezerw i II) referat poborowy. Nowa organizacja i obsada służby poborowej na stopie pokojowej według stanów osobowych L. O. I. Szt. Gen. 3477/Org. 25 została ogłoszona 4 lutego 1926 roku. Z tą chwilą zniesione zostały stanowiska oficerów ewidencyjnych.
12 marca 1926 roku została ogłoszona obsada personalna Przysposobienia Wojskowego, zatwierdzona rozkazem Dep. I L. 6000/26 przez pełniącego obowiązki szefa Sztabu Generalnego gen. dyw. Edmunda Kesslera, w imieniu ministra spraw wojskowych. Zgodnie z nową organizacją pokojową Przysposobienia Wojskowego zostały zlikwidowane stanowiska oficerów instrukcyjnych przy PKU, a w ich miejsce utworzone rozkazem Oddz. I Szt. Gen. L. 7600/Org. 25 stanowiska oficerów przysposobienia wojskowego w pułkach piechoty.
Od 1926 roku, obok ustawy o powszechnym obowiązku służby wojskowej i rozporządzeń wykonawczych do niej, działalność PKU Kutno normowała „Tymczasowa instrukcja służbowa dla PKU”, wprowadzona do użytku rozkazem MSWojsk. Dep. Piech. L. 100/26 Pob.
W marcu 1930 roku PKU Kutno była nadal podporządkowana Dowództwu Okręgu Korpusu Nr IV w Łodzi i administrowała powiatami: kutnowskim i łęczyckim. W grudniu tego roku komenda posiadała skład osobowy typ II.
31 lipca 1931 roku gen. dyw. Kazimierz Fabrycy, w zastępstwie ministra spraw wojskowych, rozkazem B. Og. Org. 4031 Org. wprowadził zmiany w organizacji służby poborowej na stopie pokojowej. Zmiany te polegały między innymi na zamianie stanowisk oficerów administracji w PKU na stanowiska oficerów broni (piechoty) oraz zmniejszeniu składu osobowego PKU typ I–IV o jednego oficera i zwiększeniu o jednego urzędnika II kategorii. Liczba szeregowych zawodowych i niezawodowych oraz urzędników III kategorii i niższych funkcjonariuszy pozostała bez zmian.
13 września 1933 roku st. sierż. Stefan Markowiak odznaczony został Krzyżem Niepodległości „za pracę w dziele odzyskania niepodległości”.
1 lipca 1938 roku weszła w życie nowa organizacja służby uzupełnień, zgodnie z którą dotychczasowa PKU Kutno została przemianowana na Komendę Rejonu Uzupełnień Kutno przy czym nazwa ta zaczęła obowiązywać 1 września 1938 roku, z chwilą wejścia w życie ustawy z dnia 9 kwietnia 1938 roku o powszechnym obowiązku wojskowym. Obok wspomnianej ustawy i rozporządzeń wykonawczych do niej, działalność KRU Kutno normowały przepisy służbowe MSWojsk. D.D.O. L. 500/Org. Tjn. Organizacja służby uzupełnień na stopie pokojowej z 13 czerwca 1938 roku. Zgodnie z tymi przepisami komenda rejonu uzupełnień była organem wykonawczym służby uzupełnień .
Komendant rejonu uzupełnień w sprawach dotyczących uzupełnień Sił Zbrojnych i administracji rezerw podlegał bezpośrednio dowódcy Okręgu Korpusu Nr IV, który był okręgowym organem kierowniczym służby uzupełnień. Rejon uzupełnień nie uległ zmianie i nadal obejmował powiaty: kutnowski i łęczycki.

## Obsada personalna
Poniżej przedstawiono wykaz oficerów zajmujących stanowisko komendanta Powiatowej Komendy Uzupełnień i komendanta rejonu uzupełnień oraz wykaz osób funkcyjnych (oficerów i urzędników wojskowych) pełniących służbę w PKU i KRU Kutno, z uwzględnieniem najważniejszych zmian organizacyjnych przeprowadzonych w 1926 i 1938 roku.
Komendanci
- ppłk piech. Ludwik Miński (od 6 XI 1919[21])
- płk piech. Władysław Pluciński (1921 – 1922[22]) → komendant PKU Włodzimierz Wołyński
- płk jazdy Apoloniusz Wysocki (VII 1923[23] – IX 1925[24][25])
- płk piech. Ludwik Żukowski (IX 1925[25] – 30 IX 1927 → stan spoczynku[26])
- ppłk art. Kazimierz Kozubski (X 1927[27] – 31 X 1928 → stan spoczynku[28][29])
- ppłk piech. Stanisław Trzebunia (III 1929[30] – XII 1931[31])
- ppłk piech. Stanisław Waradzyn (III 1932[32] – 1939[33][29])

Obsada pozostałych stanowisk funkcyjnych PKU w latach 1921–1925
- I referent – kpt. piech. Jan Miedziało (1923 – II 1926 → kierownik I referatu)
- II referent
  - urzędnik wojsk. XI rangi Władysław Różański (1923)
  - por. kanc. Józef Stanisz (1924)
- oficer instrukcyjny – kpt. piech. Jan Gumiński (V 1925[35] – III 1926 → oficer PW 37 pp)
- oficer ewidencyjny na powiat kutnowski – wakat
- oficer ewidencyjny na powiat łęczycki
  - urzędnik wojsk. XI rangi Leonard Skwirzyński (od V 1923[36])
  - chor. Andrzej Szal (od I 1925[37])

Obsada pozostałych stanowisk funkcyjnych PKU w latach 1926–1938
- kierownik I referatu administracji rezerw i zastępca komendanta – kpt. piech. Jan Miedziało[a] (od II 1926, był w VI 1935)
- kierownik II referatu poborowego
  - por. kanc. Władysław Mazur (od II 1926)
  - por. kanc. Władysław I Różański[b] (IX 1930 – 31 V 1933[46] → stan spoczynku)
  - por. art. Jan Erlich (1933 – VI 1938 → kierownik II referatu KRU)
- referent – por. kanc. Władysław I Różański (II 1926 – IX 1930[47] → kierownik II referatu)

Obsada pozostałych stanowisk funkcyjnych KRU w latach 1938–1939
- kierownik I referatu ewidencji – kpt. adm. (piech.) Roman Babiński[d] (w niemieckiej niewoli, w Oflagu XI B Braunschweig[50])
- kierownik II referatu uzupełnień – kpt. adm. (art.) Jan Erlich[e]